# Seeing Stars (film 1922)
Seeing Stars è un documentario muto del 1922. Il nome del regista non viene riportato nei credit del film, un cortometraggio che promuoveva alcune produzioni della First National: The Pilgrim, The Balloonatic, Day Dreams.

## Produzione
Il film fu prodotto dall'Associated First National Pictures. Venne girato all'Ambassador Hotel, al 3400 Wilshire Boulevard di Los Angeles.

## Distribuzione
Distribuito dall'Associated First National Pictures, il film - un cortometraggio della durata di circa otto minuti - uscì nelle sale cinematografiche USA nel 1922. Copie del film sono attualmente conservate in archivi privati (positivo a 16 mm).